# 1033
Початок Високого Середньовіччя  •  Епоха вікінгів  •  Золота доба ісламу  •  Реконкіста  •  Київська Русь

## Геополітична ситуація
Візантію очолює Роман III Аргир. Конрад II є імператором Священної Римської імперії.
Королем Західного Франкського королівства є Генріх I.
Апеннінський півострів розділений між численними державами: північ належить Священній Римській імперії, середню частину займає Папська область, на південь від Римської області лежать невеликі незалежні герцогства, півдненна частина півострова належить Візантії. Південь Піренейського півострова  займають численні емірати, що утворилися після розпаду Кордовського халіфату. Північну частину півострова займають християнські королівство Леон (Астурія, Галісія), Наварра (Арагон, Кастилія), де править Санчо III Великий, та Барселона.
Канут Великий є королем Англії й Данії.
У Київській Русі княжить Ярослав Мудрий. У Польщі править Мешко II. У Хорватії править Степан I. Королівство Угорщина очолює Іштван I.
Аббасидський халіфат очолює аль-Каїм, в Єгипті владу утримують Фатіміди, в Середній Азії — Караханіди, у Хорасані — Газневіди, які захопили частину Індії. У Китаї продовжується правління династії Сун. Значними державами Індії є Пала, Пратіхара, Чола. В Японії триває період Хей'ан.

## Події
- 2 лютого — Після смерті короля Бургундії Рудольфа III за договором 1027 року Бургундія була приєднана до Священної Римської імперії Конрада II.
- У Польщі Мешко II відмовився від титулу короля, визнав сюзеренітет Священної Римської імперії й розділив країну між собою, своїм братом Оттоном та двоюрідним братом Дідиком.
- Велети перемогли саксів під Вєжбнєм.
- Король Наварри Санчо III Великий розпочав війну проти  Королівства Леон.
- За деякими трактуваннями Біблії цього року у християнському світі очікувався кінець світу через тисячу років після розп'яття Христа.

## Народились
див.також: Категорія:Народились 1033
- Чен І — китайський філософ, педагог часів династії Сун, один з основоположників неоконфуціанства.
- Дональд III — король Шотландії.
- Ансельм Кентерберійський — архієпископ Кентерберійський

## Померли
див.також: Категорія:Померли 1033
- Ландульф V — князь Беневентський